# Romština
Romština (zastarale cikánština, romsky romaňi čhib) je indoárijský jazyk indoevropské jazykové rodiny. Bývá řazena (viz např. Ethnologue) do centrální podskupiny indoárijských jazyků spolu např. s hindštinou, paňdžábštinou, rádžasthánštinou nebo gudžarátštinou; kontakt s těmito jazyky ovšem ztratila na začátku migrace Romů kolem roku 1000, a vývojově tedy stojí na hranici přechodu k novoindickým jazykům.

## Popis
Romština je flektivní jazyk, má 8 pádů (nominativ, vokativ, akuzativ, dativ, lokativ, instrumentál, ablativ, genitiv), dva rody (mužský, ženský), tři slovesné třídy, které ovlivňují koncovky v časech. Sloveso má tvary pro: infinitiv, osoby, číslo (jedn., množ.), slovesné časy, způsoby, rody.
- Slovesné časy: přítomný, budoucí, minulý nedokonavý, minulý dokonavý
- Způsoby: oznamovací, rozkazovací, podmiňovací přítomný, podmiňovací minulý
- Rody: činný, trpný
- Další prvky: opětovnost, slovesa mají kauzativní a pasivní tvary

Mnoho slov je přejatých z jazyků národů, jejichž územími Romové ve své historii putovali. Základem jsou slova indického původu, mezi nejstarší výpůjčky patří slova z perštiny a řečtiny. Jednotlivé dialekty používané v různých zemích se odlišují množstvím těchto přejatých slov, celkovou slovní zásobou, fonetikou, ale i gramatikou.

## Dialekty
Mezinárodní klasifikace jazyků rozeznává následující hlavní dialekty romštiny:
- balkánský
- baltský
- finský
- karpatský
- ruský
- sinti
- vlachinský
- český
- maďarský

Lze však použít i přesnější dělení na dialekty např. slovenský, maďarský, polský atd. Jak hlavní dialekty, tak regionální varianty vykazují fonetické, lexikální i gramatické odlišnosti. Jednotná spisovná romština dosud nebyla definována. Pravopis se obvykle přizpůsobuje nebo inspiruje majoritními jazyky jednotlivých zemí, v České republice a na Slovensku se používá tzv. slovenský pravopis, který již našel uplatnění jak při původní literární tvorbě, tak při sestavování slovníků a učebnic.

## Studium jazyka
První, kdo rozpoznal, že romština je indický jazyk, byl István Vályi († 1781).
V českých zemích byla romština poprvé popsána již v 19. století Puchmajerem, autorkou moderních publikací o romštině je Milena Hübschmannová. V České republice lze v současné době romštinu studovat na Filozofické fakultě Univerzity Karlovy, Pedagogické fakultě Univerzity Karlovy, Pedagogické fakultě Masarykovy univerzity a Filozofické fakultě Univerzity Pardubice. V roce 2010 zvažovalo Ministerstvo školství, mládeže a tělovýchovy ČR zavedení romštiny i na základních a středních školách jako volitelný předmět. V rámci předmětu se měla učit i romská historie a kultura.
V roce 2020 se romština vyučovala pouze na jediné základní škole, a to na ZŠ Floriána Bayera v Kopřivnici. Na středních školách se vyučovala pouze v Jihlavě a v Českém Krumlově. Tuto nedostatečnou výuku romštiny kritizovala Rada Evropy a vyzvala Českou republiku, aby pokračovala v ochraně a integraci menšinových jazyků.

## Počet mluvčích
Počet mluvčích v Evropě lze jen odhadovat na základě obtížně slučitelných statistických dat z různých zemí, proto toto číslo kolísá mezi 4,6 miliony a 12 miliony s realistickým středem okolo 6,6 milionu mluvčích.

## Abeceda romštiny
Toto je abeceda karpatské (slovenské) romštiny (používá se i v České republice):
| a | b | c | č | čh | d | ď | dz | dž | e | f | g | h | ch | i | j | k | kh | l | ľ | m | n | ň | o | p | ph | r | s | š | t | ť | th | u | v | z | ž |

## Příklady

### Číslovky
| Romsky | Česky | Slovensky |
| jekh   | jeden | jeden     |
| duj    | dva   | dva       |
| trin   | tři   | tri       |
| štar   | čtyři | štyri     |
| pandž  | pět   | päť       |
| šov    | šest  | šesť      |
| efta   | sedm  | sedem     |
| ochto  | osm   | osem      |
| eňa    | devět | deväť     |
| deš    | deset | desať     |

## Vzorový text

### Devla amaro (Otče náš)
| romsky | Devla amaro, so sal pro upripen, pošvecin pes tiro nav, av tiro thagaripen, mi el avka, sar tu kames, pro upripen, avka the pre phuv. O maro amaro de amen adaďives, odmuk amenge amare bezecha, sar the amen odmukas amare binoskengerenge. A ma ľidža amen andro bini, andro tiro thagaripen ca mi barol kamiben zor the pro upripen the pre phuv amen. |
| česky  | Otče náš, jenž jsi na nebesích, posvěť se jméno tvé, přijď království tvé, buď vůle tvá, jako v nebi, tak i na zemi. Chléb náš vezdejší dej nám dnes a odpusť nám naše viny, jako i my odpouštíme naším viníkům a neuveď nás v pokušení, ale zbav nás od zlého. Neboť tvé je království i moc a sláva na věky. Amen.                                      |

### Přísloví
- Ko kamel ča pes, na džanel s'oda bacht.
Kdo má rád jenom sebe, neví, co je štěstí.

- Dilino phenel, so džanel, goďaver džanel, so phenel.
Hlupák říká, co ví, moudrý ví, co říká.

- Feder goďavereha bara te phagerel, sar dilineha bokheľa te chal.
Lépe s moudrým roztloukat kamení, než s hlupákem jíst buchty.

- Nane čhave, nane bacht.
Nejsou děti, není štěstí.

### Všeobecná deklarace lidských práv
| romsky | Sa e manušikane strukture bijandžona tromane thaj jekhutne ko digniteti thaj čapipa. Von si baxtarde em barvale gndaja thaj godžaja thaj trubun jekh avereja te kherjakeren ko vodži pralipaja. |
| česky  | Všichni lidé se rodí svobodní a sobě rovní co do důstojnosti a práv. Jsou nadáni rozumem a svědomím a mají spolu jednat v duchu bratrství.                                                      |

(Tato ukázka je převzatá z webu OHCHR a její romština je odlišná od ostatních příkladů v tomto článku jazykově i pravopisem.)